# 張幼慈

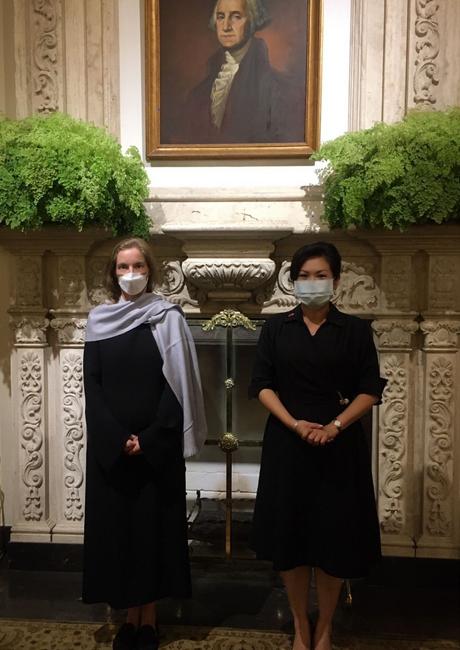
2022年3月，駐秘魯代表張幼慈會見美國駐秘魯大使麗莎·D·肯娜。

張幼慈，中華民國外交官、政府官員。畢業於輔仁大學西班牙語文學系學士、淡江大學拉丁美洲研究所碩士。曾任駐哥斯大黎加大使館二等秘書、外交部外交領事人員講習所組長、駐多明尼加大使館簡任一等秘書、駐西班牙台北經濟文化辦事處／外交部研究設計會／外交部拉丁美洲及加勒比海司副參事、中美洲經貿辦事處主任、駐哥倫比亞臺北商務辦事處公使銜代表等職務，現任駐秘魯臺北經濟文化辦事處公使銜代表。

## 職業生涯
2019年10月，中華民國與貝里斯建交30週年，貝里斯大使館與中美洲經貿辦事處（Central America Trade Office, CATO）合作舉辦貝里斯美食節（食旅貝里斯 Tastes of Belize）、中華民國臺灣與貝里斯建交30週年慶祝酒會、貝里斯畫展（邦誼永固‧貝濃臺濃‧臺貝藝文交流展）等系列慶祝活動。
2021年4月，美國國務院西半球事務局代理助卿鄭智允訪問哥倫比亞時，與駐哥倫比亞代表張幼慈進行視訊會面，鄭智允表示兩人討論美臺在拉丁美洲的合作，「美國期待在民主治理和网络安全領域與臺灣合作。」
2021年12月，哥倫比亞參議院外交暨國防委員會主席霍爾晶頒贈張幼慈「哥倫比亞國會民主懋績勳章」（西班牙語：La Condecoración Orden Mérito a la Democracia）。張幼慈也是中華民國駐該國的首位女性使節。